# Ian Vougioukas
Ian Vougioukas (sprich: [wuju:kas])(griechisch Ίαν Βουγιούκας; * 31. Mai 1985 in London, England) ist ein griechischer Basketballspieler.

## Karriere
Ian Vougioukas begann seine Karriere in Athen bei den Jugendmannschaften von Aris Glyfadas, ehe er an die Saint Louis University in den Vereinigten Staaten wechselte und dort für die Saint Louis Billikens spielte. 2007 kehrte er nach Griechenland zurück und unterschrieb einen Dreijahresvertrag bei Olympiakos Piräus, spielte dort jedoch nur in der Saison 2008/2009. Zwischen 2010 und 2012 stand er beim Spitzenverein Panathinaikos Athen unter Vertrag, wo er je eine Meisterschaft, einen Pokalsieg und die EuroLeague gewinnen konnte. Im Frühjahr 2015 stand er für mehrere Monate bei ratiopharm Ulm unter Vertrag.

## Nationalmannschaft
Vougioukas durchlief alle Jugendnationalmannschaften Griechenlands und ist seit 2009 Mitglied der Herrenauswahl. Zu seinen größten Erfolgen gehören die U21 Vize-Weltmeisterschaft 2005 sowie der dritte Platz bei der U19-Weltmeisterschaft 2003.

## Erfolge
- Griechischer Meister: 2011, 2018, 2019, 2020, 2021
- Litauischer Meister: 2016
- Griechischer Pokalsieger: 2012, 2019, 2021
- EuroLeague: 2011
- Silbermedaille bei den Mittelmeerspielen: 2009
- Silbermedaille bei der U21-Weltmeisterschaft: 2005
- Bronzemedaille bei der U19-Weltmeisterschaft: 2003

## Auszeichnungen
- All-Atlantic 10 Conference First-Team: 2006
- Bester Nachwuchsspieler der A1 Ethniki: 2008
- Teilnahme am Griechischen All Star Game: 2010, 2011
- Teilnahme an Weltmeisterschaften: 2010
- Teilnahmen an der U21-Weltmeisterschaft: 2005
- Teilnahmen an der U19-Weltmeisterschaft: 2003
- Teilnahmen an der U20-Europameisterschaft: 2004, 2005
- Teilnahmen an der U16-Europameisterschaft: 2001